# Ей Си Карс
Ей Си Карс Груп Лтд. (на английски: AC Cars Group Ltd.), известна в миналото като „Ауто Кериърс“ (на английски: Auto Carriers Ltd.), е сред най-старите британски независими автомобилни производители.
От 2005 г. заводът на компанията се намира в Хал Фар, Малта, но той е закрит през 2008 г.
На 21 април 2008 г. Acedes Holdings LLC, собственик на AC Cars, обявява, че в САЩ ще започне производството на наследници на някои от култовите модели на марката, като е възможно и производство във Великобритания.
Най-известният модел на компанията е „АС Кобра“, която се произвежда от 1962 г. („АС Кобра 427“), а до днешни дни се сглобява в разни варианти като репродукция.

## История
Исторята на AC Cars започва през 1901 г., когато инженерът Джон Уелър отваря малка работилница в южен Лондон. Той е подпомаган финансово от богатия търговец Джон Портуайн. На изложение в Кристалната палата през 1903 г. двамата представят четириместен автомобил с 20 конски сили. Въпреки че се харесва на публиката, Портуайн смята, че ще бъде прекалено скъп за производство и предлага да конструират камионче за доставки с три колела. То е кръстено Аутокериър, а производството му започва през 1904 г.; през същата година братята Уелър основават Autocar & Accessories Ltd. Аутокериър бързо се превръща в успех. Сред клиентите са производителят на гуми Гудиър, известните магазини Мейпъл & Ко. и Дикънс & Джоунс, и др., а една фирма използва над 70 триколки за доставки. През 1907 г. на пазара е пусната и пътническа версия – АС Соушъбъл.
През 1911 г. фирмата мести производството си в Теймс Дитън, графство Съри, и се преуменува на Ауто Кериърс. Първият четириколесен автомобил в серийно производство на фирмата се появява през 1913 г. – AC 10. От него са произведени малко бройки, защото от 1914 г. във фабриката започват да се произвеждат патрони и фитили за Първата световна война. Направен е и прототип на брониран автомобил, но военните се отказват от употребата му. След войната фирмата продължава да прави автомобили, а Уелър конструира нов шестцилиндров двигател с горно разположен разпределителен вал. Този двигател се използва в коли на АС чак до 1963 г. Модели на АС започват да участват в състезания, имайки особен успех в изкачвания. Сред най-големите постижения е рекордът за първи автомобил в клас 1500 см3, който достига и надвишава 160 км/ч (100 мили/ч) - това става в края на 1922 г. През 1921 г. Уелър и Портуайн изпитват финансови затруднения и продават дял от компанията на Селвин Едж, който получава поста на управляващ директор. Основателите на фирмата не се разбират добре с него и Портуайн напуска през 1922 г. Същата година името е променено на AC Cars Ltd., а през 1927 г. Едж изкупува компанията изцяло за 135.000 паунда. Продажбите обаче започват да спадат, а Великата депресия през 1929 г., засяга и тази фирма и тя обявява ликвидация.
През 1930 г. братята Уилям и Чарлз Хърлок купуват компанията, но първоначялно нямат намерение да произвеждат амтомобили, а само да използват една от двете фабрики в Теймс Дитън за склад. Важна роля за просъществуването на АС Cars изиграват работниците в завода, които оставят лоялни на фирмата (един от тях работи за нея от 1919 г. до средата на 70-те години на 20 век). Те искат да продължат да извършват техническото обслужване на вече продадените автомобили и успяват да убедят новите собственици да не закриват сервиза на АС. В началото на 30-те години дори се сглобяват няколко автомобила от изостанали части. Уилям Хърлок взима една от тези коли и я харесва. Скоро обаче частите са изчерпани, както за направата на нови автомобили, така и за сервизната дейност. Братята са изправени пред избор – или да преустановят производството и обслужването на коли или да инвестират в тях. Те избират второто и през 1932 г. производството отново започва. Вместо масово производство обаче, фирмата произвежда автомобили с еднакви шаси и мотор, но останалите компоненти са по поръчка на клиента. Сглобяват се средно по стотина бройки на година. Това продължава до началото на Втората световна война, когато заводите на АС Cars отново започват да произвеждат военна продукция – огнестрелни оръжия, огнехвъргачки, части за самолети и др. През 30-те години автомобили на компанията участват с успех в РАК Рали и Рали Монте Карло, като един от тях, шофиран от г-ца Кити Брунел, печели РАК Рали през 1933 г.
Производството на автомобили се възобновява през 1947 г. с модела 2-Litre, който се предлага като лимузина и кабриолет и се сглобява до 1956 г. Освен това АС сключва договор с правителството за производство на малки едноместни автомобилчета от фибростъкло за инвалиди, който трае до 1976 г. и е важен източник на доходи за компанията. От 1952 г. в гамата на АС влиза и триколката АС Петит. През 1953 г. на пазара е пуснат АС Ейс – двуместен спортен кабриолет с олекотено шаси и поднатият двигател на Уелър, по дизайн на Джон Тохейро. Малко по-късно автомобилният търговец и състезател Кен Ръд монтира на този модел шестцилиндров двигател на Бристол Карс. Тази комбинация се продава от 1957 г. под името АС Ейс-Бристол, а през същата и следващата година участва в 24-те часа на Льо Ман. През 1954 г. започва производството на АС Асека – купе версия на АС Ейс с по-добра аеродинамика и съответно по-голяма максимална скорост – 206 км/ч (128 мили/ч). На желанието на някои клиенти за по-голяма, четириместна кола, през 1959 г. АС Cars отговаря с модела АС Грейхаунд, който използва удължено шаси от Ейс и 2.2-литров двигател на Бристол Карс. През 1958 г. АС Cars за кратко произвежда автомотриси за Бритиш Рейл. През 1961 г. Бристол преустановява производството на двигатели, а Кен Ръд предлага в моделите на АС да се монтира агрегата от Форд Зефир. Това обаче налага някои промени по рамата на колите кормилната уредба е преместена, а предницата на колата изцяло е преработена.
Важна страница от историята на АС е сътрудничеството с Карол Шелби и Форд. През 1961 г. Шелби, автомобилен състезател от Тексас, предлага на АС да съчетае мощния V8 двигател на Форд с леката каросерия на АС Ейс. В резултат на това година по-късно започвата ръчната изработка на АС Кобра – изключително мощна и бърза открита кола, която няколко години време държи рекорда за най-бърз сериен автомобил в света. Тя е и една от причините през 1965 г. да бъде въведено ограничение на скоростта от 113 км/ч (70 мили/ч) на всички пътища без такова ограничене във Великобритания. Две години по-рано по време на тест един от тези автомобили е засечен да кара с 315 км/ч (196 мили/ч) на магистралата М1; другата причина са зачестилите катастрофи при мъгливо време. През 1963 г. успехите на АС Кобра в автомобилните състезания започват да намаляват, защото се появява силна конкуренция в лицето на Ферари. Карол Шелби решава да монтира по-мощен двигател, но прототипът се оказва практически неуправляем. Затова АС и Форд създават подобрено шаси, което се използва в третата генерация Кобра от 1965 г. (МКІІІ). За европейския пазар АС монтира по-слаб двигател на Форд и произвежда общо 27 бройки под името АС Кобра 289.
Междувременно АС решава, че има нужда от представител в GT класа и се свързва с известния италиански дизайнер Пиетро Фруа, който трябва да създаде атрактивна GT каросерия, пасваща на удължено със 150 мм шаси на АС Кобра МКІІІ. Моделът дебютира на изложението в Торино през 1965 г. и се казва АС 428, но е известен и като АС Фруа. Разходите за направата на този автомобил са големи, защото шасито трябва да се изпрати от Съри в Торино, където се монтира каросерията, а после да измине същия път за довършителния монтаж. Моделът е преустановен през 1973 г. след само 81 бройки (49 купета, 29 кабриолета и 3 със специална каросерия).
В началото на 1970-те години на мода са автомобилите със средно разположен двигател. Синът на Уилям Хърлок, Дерек, който вече е шеф на фирмата, харесва прототипа Бохейна Стейбъл Диабло, конструиран от Питър Бохейна и Робин Стийбълс. АС откупува правата над прототипа и през 1973 г. на изложението в Лондон представя собствена версия с трилитров шестцилиндров V-образен двигател на Форд Есекс, наречена МЕ3000. Разработката на модел за серийно производство е готова през 1976 г., но тогава тъкмо са въведени променени изисквания за сигурност на нови продукти. МЕ3000 не успява да покрие норматива на краш-тест със скорост около 50 км/ч (30 мили/ч) и шасито трябва да бъде преработено. Вторият опит е успешен, което е само по себе си е добре за малка фирма като АС, сравнена с Воксхол, чиито модел Чевет се нуждае от няколко опита. От друга страна, заради това забавяне серийното производство на 3000МЕ (моделът вече се казва така) започва през 1979 г., когато директният конкурент Лотус Есприт вече е успял да спечели многобройни фенове. От АС имат намерение да произвеждат по 250 бройки на година, но само след 71 Хърлок прекъсва производството заради лошото си здравословно състояние и рецесията в икономиката на страната. Производството на модела продължава през 1984 г. в Глазгоу, Шотландия, където под ръководството на Дейвид Макдоналд са сглобени още 30 бройки до 1985 г. През 1986 г. Дерек Хърлок продава контролния пакет акции на Уилям Уест. След сложни машинации компанията е разделена на недвижимото имущество от една страна и автомобилната марка – от друга. Автомобилната марка е закупена от Брайън Англис.
Брайън Англис притежава Аутокрафт, сервиз, в който реставрира автомобили АС Кобра, снабдява клиенти с части за тях и прави собствени репродукции на модела. Той дори закупува някои от производствените машини от фабриката в Теймс Дитън и започва да произвежда наследник на АС Кобра, някои от моделите са олекотени. Първоначално колите се продават под името Аутокрафт МКІV, но по-късно откупува правото да използва името АС. Дерек Хърлок не иска да продаде името, но майсторските изработки на Англис го убеждават да го направи. След като през 1986 г. купува АС Cars, Англис основава джойнт венчър с Форд. През 1988 г. производството се мести във фабрика на територята на пистата Бруклендс, а през 1992 г. Англис откупува акциите от Форд и става едноличен собственик на марката. През 1993 г. започва производството на втора генерация АС Ейс.
Високите разходи за производството на АС Ейс МКІІ водят до финансови затруднения на Англис и той продава компанията на Алън Лубински в края на 1996 г. Под ръководството на Лубински продължава производството на Кобра МКІV и Ейс МКІІ, а към тях се присъединяват и Супербоулър и CRS (Carbon Road Series) версия на МКІV с каросерия от карбон. След нови финансови затруднения фирмата е спасена от собственика на Супърформанс Джими Прайс, който след ожесточен спор се оттегля и оставя Лубински начело. През 2003 г. Карол Шелби Интернешънал и АС Мотор Холдингс, собственост на Лубински, обявянат, че ще започнат производство на оригиналните модели Кобра. АС Мотор Холдингс обаче не успява да спази условията по договора и през 2006 г. Шелби завежда дело срещу партньора си.
През 2005 г. АС отваря завод в Хал Фар, Малта и започва сглобяването на АС MKV, който има каросерия от карбон. На 19 март 2008 г. в-к Малта Стар публикува новината, че Лубински е избягал от островната държава без да се разплати с доставчиците си и правителството на страната. Лубински потвърждава затварянето на завода, но заявява, че това става след като малтийските му партньори са нарушили договора, а статията във вестника не отговаря на истината и след делото, което завежда срещу Малта Ентерпрайс, той завежда и дело срещу вестника. Също така Лубински обявява намерението си, производството на АС да се върне обратно във Великобритания. Планирано е да започне производство и в САЩ.
През 2020 г. AC Cars обявяват, че ще създават версия с нулеви емисии на Cobra, наречена Series 1 Electric. 58 от тези електрически спортни коли трябва бъдат произведени заедно с 2,3-литрова бензинова версия, наречена AC Cobra 140 Charter Edition.

## Модели
| Модел                              | Години                  | Бройки                                            |
| ---------------------------------- | ----------------------- | ------------------------------------------------- |
| Аутокериър                         | 1904 – 1914             | ?                                                 |
| АС Соушъбъл                        | 1907 – 1914             | около 1800                                        |
| АС 10                              | 1913 – 1916             | около 100                                         |
| АС 12                              | 1920 – 1927             | около 850 (заедно с АС 6 до '29)                  |
| АС 6 (16/40, 16/56 и 16/66)        | 1920 – 1929 1930 – 1933 | около 850 (заедно с АС 12) 50 (от останали части) |
| АС 6 (16/60, 16/70, 16/80 и 16/90) | 1932 – 1940             | 618                                               |
| AC 2-Litre                         | 1947 – 1958             | 1284                                              |
| АС Петит                           | 1952 – 1958             | около 4000                                        |
| АС Ейс                             | 1953 – 1963             | 689                                               |
| АС Асека                           | 1954 – 1963             | 357                                               |
| АС Грейхаунд                       | 1959 – 1963             | 83                                                |
| АС Кобра 260/289/AC289             | 1962 – 1968             | 75/571/27                                         |
| АС Кобра 427/428                   | 1964 – 1966 1983 – 1990 | 306 ?                                             |
| АС Фруа                            | 1965 – 1973             | 81                                                |
| АС 3000МЕ                          | 1979 – 1985             | 101                                               |
| АС Ейс МКІІ                        | 1996-                   | ?                                                 |
| АС Асека МКІІ                      | 1998-                   | ?                                                 |
| АС MKV                             | 2005-                   | ?                                                 |